# 달퀘스트주머니생쥐
달퀘스트주머니생쥐(Chaetodipus dalquesti)는 주머니생쥐과에 속하는 설치류의 일종이다. Chaetodipus ammophilus의 아종으로 간주하기도 한다. 멕시코의 토착종이다. 학명과 일반명은 미국 자연사 박물관과 하버드대학교 비교동물학박물관에서 근무했던 미국 동물학자 달퀘스트(Walter W. Dalquest, 1917-2000)의 이름에서 유래했다.